# Walter-Siegenthaler-Gesellschaft für Fortschritte in der Inneren Medizin
Die Walter-Siegenthaler-Gesellschaft für Fortschritte in der Inneren Medizin ist ein Verein zur Förderung der Forschung auf dem Gebiet der Inneren Medizin und deren Grenzgebiete.
Die Gründung erfolgte 1963 als Gesellschaft für Fortschritte auf dem Gebiet der Inneren Medizin durch Ludwig Heilmeyer (manchmal auch nach dem Gründer Ludwig-Heilmeyer-Gesellschaft genannt). Ab 1992 hieß sie Gesellschaft für Fortschritte in der Inneren Medizin und seit 2011 trägt sie den Namen von Walter Siegenthaler und ist gemeinnützig. Sie veranstaltet regelmäßig wissenschaftliche Symposien.
Der Verein verleiht die Walter Siegenthaler-Medaille in Gold für führende Wissenschaftler aus dem Bereich Innere Medizin im deutschsprachigen Raum und eine Silbermedaille für Nachwuchswissenschaftler (Walter Siegenthaler Preis). Letztere wird alle zwei Jahre vergeben und ist für den ersten Preis mit 5000 Euro dotiert. Außerdem gibt es eine Medaille für translationale Medizin. Die Medaille war früher wie die Gesellschaft nach Ludwig Heilmeyer benannt.
Präsidenten nach Heilmeyer waren von 1969 bis 1979 Hans Erhard Bock, 1979 bis 1990 Rudolf Gross, 1990 bis 2004 Walter Siegenthaler, 2004 bis 2010 Jürgen Meyer und ab 2010 Erland Erdmann. Seit 2019 ist Michael Hallek Präsident der Gesellschaft.
Zurzeit gibt es 532 Mitglieder. Voraussetzung der Mitgliedschaft ist die Habilitation, wissenschaftliche Anerkennung und eine führende Lebensposition an Universitäten oder Kliniken und erfolgt durch Beschluss des Präsidiums auf Vorschlag  von zwei Paten.